# 末綱恕一
末綱 恕一（すえつな じょいち、1898年（明治31年）11月28日 - 1970年（昭和45年）8月6日）は、日本の数学者。東京大学教授を歴任。日本学士院会員。

## 経歴
1898年、大分県東国東郡中武蔵村（現：国東市武蔵町）生まれ。大分県立杵築中学校（現：大分県立杵築高等学校）時代に、数学者高木貞治の下で教科書作成に関わった真鍋仙一に師事。旧制第一高等学校を経て、東京帝国大学理学部数学科に進んだ。大学では、高木貞治に師事した。1922年3月、東京帝国大学理学部数学科を卒業。
東京帝国大学を卒業後は、1922年4月より九州帝国大学工学部講師となった。1923年、同大学助教授に昇進。1924年、東京帝国大学助教授となる。1927年に学位論文を提出して理学博士号を取得。同年夏より欧州への研究留学を命じられ、ドイツのゲッティンゲン大学およびハンブルク大学に留学。1931年3月に帰国した。1935年、大学東京帝国大学理学部教授に昇進。1944年、統計数理研究所の創設にあたっては「設立準備委員」を務め、同研究所の基礎作りを行った。
太平洋戦争後の1947年、日本学士院会員に選出。また、同年5月より、統計数理研究所所長に就任。在任中には、同研究所第4研究部（情報科学理論)）の創設準備など研究部門の整備拡充を図るとともに、他に先駆けて大型電子計算機システムの開発導入を進めた。1959年、東京大学を定年退官。1970年8月6日、71歳にて病没。

### 役職等
- 1943年（昭和18年）- 学術研究会議会員
- 1947年（昭和22年）- 日本学士院会員
- 1947年（昭和22年）5月17日 - 文部省統計数理研究所所長（兼任）（- 1948年（昭和23年）4月9日）[6]
- 1958年（昭和33年）4月1日 - 文部省統計数理研究所所長（- 1970年（昭和45年）8月5日）[7]
- 1962年（昭和37年）4月1日 - 科学基礎論学会 理事長（- 1970年（昭和45年）8月6日）[8]

## 受賞・栄典
- 1969年：勲二等旭日重光章を受章。

## 研究内容・業績

### 数学に関して
- 解析的整数論を専門とし、その分野の第一人者と目された。特にL関数を解析的に応用したイデアル論に関する関数の最大位数についての論文は世界的にも広く知られている。その著作は『末綱恕一著作集』全3巻にまとめられている。
- フォン・ミーゼス流の理論を紹介した『確率論』は，この分野での先駆的業績として評価されている。

### 数学と哲学
- 仏教や西田哲学に対しても造詣が深く、これらの思想を取り入れた独自の数学基礎論も展開した。
  - 末綱が著した『数学と数学史』を読んだ西田幾多郎は、「哲学的知識の該博と理解とに敬服した かういう頭で一つ深い大きな数学をやってもらいたひ 大切な人と存じます」との評価を残している[2][3]。
  - 一方で、田辺元は『数理の歴史主義展開』（1954年）の中で、末綱が数学基礎論において時間を空間化したと批判し、「その非歴史主義的な立場のために、切断的無の意味を明にせず、現在の渦動的無性を認めない限り、ベルグソンの直観論と同様に抽象的なることを免れない」と述べている[9]。
- 「ピタゴラスの定理」のことを「三平方の定理」とも呼ぶが、これは敵性語が禁じられていた第二次世界大戦中に、文部省の図書監修官であった塩野直道の依頼を受けて末綱が命名したものである[10]。

## 著作

### 単著
- 『整数論及ビ代数学』輓近高等数学講座 共立社 1935
- 『標準数学資料算術・代数：基本課程』編、富山房 1938
- 『標準数学資料算術・代数 第二種増課々程』富山房 1938
- 『確率論』岩波全書 岩波書店 1941
- 『數学と數学史』弘文堂書房 1944
- 『数理と論理』（教養文庫）弘文堂 1947
- 『宗教改革と近世科学』法蔵新書 法蔵館 1949
- 『解析的整数論』岩波書店 1950
- 『数学の基礎』岩波書店 1952
- 『華厳経の世界』（現代人の仏教・仏典）春秋社 1957
- 『末綱恕一著作集』全3巻、南窓社 1989.3

### 共著編
- 『高等教科代数学』荒又秀夫共著、富山房 1939
- 『高等教科微分積分学』荒又秀夫共著、富山房 1940
- 『数学通論』荒又秀夫 共著、岩波書店 1946
- 『理科教養の数学』（数学全書）小川潤次郎共著、朝倉書店 1949
- 『科學とはなにか 現代のシンポジウム』藤岡由夫、田宮博、高木貞二、下村寅太郎と共同討議、弘文堂編集部 編、弘文堂 1950.4
- 『科学と現代文化』編、全3巻 創文社 1959-62